# Berlin–Angermünde–Berlin 1965

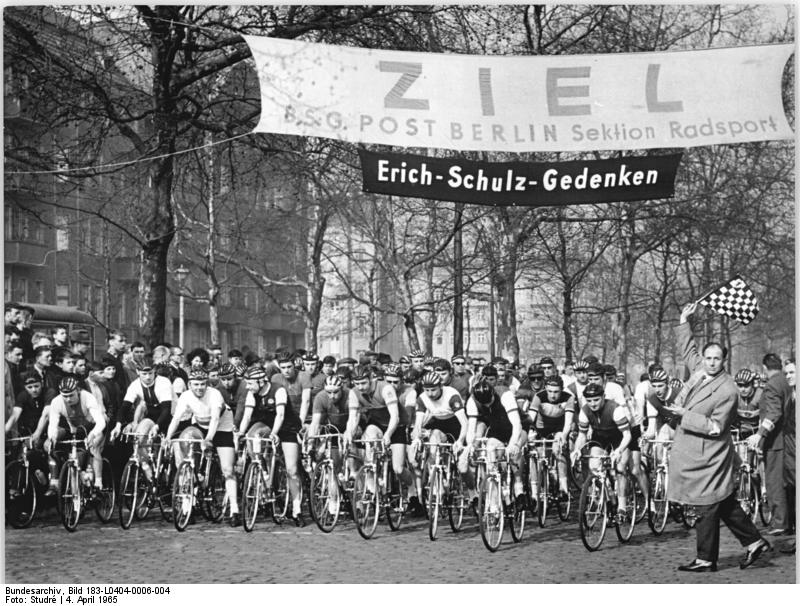
Start des Rennens

Berlin–Angermünde–Berlin 1965 war die 16. Austragung des Eintagesrennens Berlin–Angermünde–Berlin (9. Erich-Schulz-Gedenkrennen). Es fand am 4. April über 152 Kilometer statt. Sieger wurde Günter Hoffmann.

## Rennverlauf
Am Start war die gesamte Leistungsklasse der DDR-Sportclubs mit allen Nationalmannschaftsfahrern. Für diese ging es um die Qualifikation für die Nominierung zur Internationale Friedensfahrt. Veranstalter des Rennens war die BSG Post Berlin. Es entwickelte sich ein kampfreiches Rennen, das mit einem neuen Streckenrekord endete. Nach Eberswalde entstand die entscheidende Spitzengruppe, aus der sich Günter Hoffmann noch absetzen konnte. Er erreichte das Ziel vor der Radrennbahn Weißensee als Solist.

## Ergebnis
|     | Fahrer          | Verein               | Zeit (h)       |
| --- | --------------- | -------------------- | -------------- |
| 01. | Günter Hoffmann | ASK Vorwärts Leipzig | 3:32:20 h      |
| 02. | Rainer Marks    | SC DHfK Leipzig      | + 0:32 Minuten |
| 03. | Axel Peschel    | SC Dynamo Berlin     | gl. Zeit       |
| 04. | Eberhard Butzke | SC Dynamo Berlin     | gl. Zeit       |
| 05. | Martin Giese    | ASK Vorwärts Leipzig | gl. Zeit       |
| 06. | Lothar Appler   | SC Dynamo Berlin     | gl. Zeit       |
| 0 … |                 |                      |                |